# Klaus Hennig (Grafiker)
Klaus Hennig (* 27. Juli 1932 in Halle/Saale; † 30. September 2007 in Berlin) war ein deutscher Gebrauchsgrafiker.

## Leben und Werk
Hennig machte 1951 in Halle das Abitur. Danach absolvierte er dort Praktika bei der DEWAG und der Großdruckerei VEB Gravo-Druck. Von 1951 bis 1957 studierte er an der Kunsthochschule Berlin-Weißensee, unter anderem bei Werner Klemke, Ernst Jazdzewski und Ernst Rudolf Vogenauer. Danach arbeitete er in Berlin als freischaffender Gebrauchsgrafiker. Er schuf unter anderem Signets und Exlibris, entwarf Plakate und betätigte sich als Ausstellungsgestalter. Sein im Auftrag des Forstzentrums Markkleeberg geschaffenes Signet Waldbrandgefahr, das lodernde Flammen in Form eines Eichhörnchens darstellt, wurde in der DDR zum allgemein anerkannten Warnzeichen.
Die größte Bedeutung erlangte Hennig ab 1962 als Briefmarkengrafiker für die Deutsche Post. Dabei arbeitete er häufig mit Dietrich Dorfstecher zusammen. Weitere Partner waren Gerhard Bläser und Gerhard Stauf.
Hennig war bis 1990 Mitglied des Verbands Bildender Künstler der DDR.
Die Grabstätte Hennigs befindet sich auf dem St.-Hedwigs-Friedhof II in Berlin-Weißensee.

## Werke (Auswahl)

### Entwürfe für Briefmarken der Deutschen Post
- Kampf gegen Malaria (1963; mit Dorfstecher)[3]
- 15 Jahre Deutsche Demokratische Republik (1964; mit Dorfstecher)[4]
- Märchen der Brüder Grimm. Tischlein deck dich (1966; mit Bläser)
- Vollblutmeeting der sozialistischen Länder (1967; mit Bläser)[5]
- Neujahr 1984 (1984)[6]

### Weiteres Signet
- Volleyball-Europameisterschaft 1983[7]

### Plakatentwürfe
- Verhindert Waldbrände (1966; wahrscheinlich Auftrag des Forstzentrums Markkleeberg)
- Berliner Maisingen (1987; Auftrag des Palasts der Republik)
- Berliner Tage der Volkskunst (1987; Auftrag des Palasts der Republik)

## Ausstellungen (mutmaßlich unvollständig)
- 1967/1968, 1972/1973, 1982/1983 und 1987/1988: Dresden, VI. Deutsche Kunstausstellung und VII., IX. und X. Kunstausstellung der DDR
- 1969: Leipzig, Messehaus am Markt („Kunst und Sport“)
- 1982: Berlin, Bezirkskunstausstellung
- 1984: Berlin, Altes Museum („Junge Künstler der DDR“)

## Weblink
- Hennig, Klaus, Bund-Forum